# Esopus
 (août 2019).
Si vous disposez d'ouvrages ou d'articles de référence ou si vous connaissez des sites web de qualité traitant du thème abordé ici, merci de compléter l'article en donnant les références utiles à sa vérifiabilité et en les liant à la section « Notes et références ».

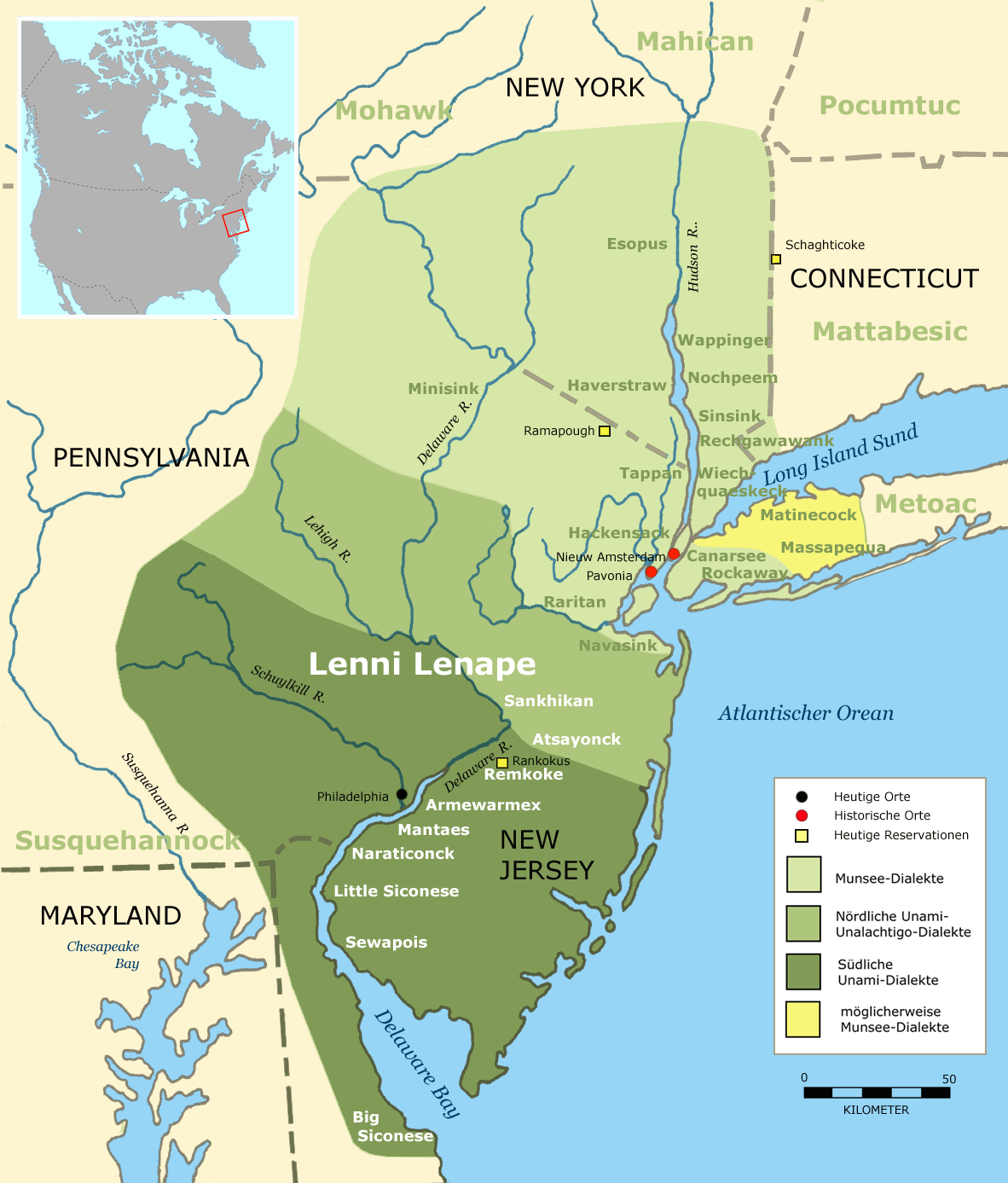
Localisation de la tribu des Esopus au nord de l'État de New York.

Les Esopus forment une tribu amérindienne de la Nation des Lenapes ou Delawares. Les Esopus vivaient avant l'arrivée des colons européens dans la partie septentrionales de l'État de New York.
De septembre 1659 à septembre 1663, la tribu des Esopus entra en de multiples conflits contre les colons de la colonie de Nouvelle-Néerlande connus sous le nom de guerres des Esopus. À la fin de ce conflit, la tribu Esopus signa un traité de paix le 15 mai 1664 avec les Hollandais. Par la suite, les Esopus vendirent une partie de leur territoire aux réfugiés huguenots français qui fondèrent plusieurs communautés villageoises dont la petite cité de New Paltz - et la Huguenot Street.
Depuis la guerre de Kieft de 1643-1645, les descendants de la tribu Esopus vivent maintenant avec les descendants d'une autre tribu Delaware, les Wappingers, dans la réserve Stockbridge-Munsee située dans le comté de Shawano dans l'État du Wisconsin et parmi les descendants des tribus parlant le munsee en Ontario au Canada.
La tribu Esopus a donné son nom à un cours d'eau coulant sur leur territoire, l'Esopus Creek qui se jette dans le fleuve Hudson.